# Timočka buna
Timočka buna, pobuna protiv despotskog režima srpskog kralja Milana II. Obrenovića, koja je izbila u istočnoj Srbiji u jesen 1883.
Povod je bila vladina naredba o oduzimanju oružja od vojnih obveznika. Trebali su predati stare puške, dok su se nove trebale čuvati u državnim skladištima. Pobuna je započela u boljevačkom kotaru, gdje je narod nekoliko sela pružio oružani otpor i protjerao žandare i vojne snage. Znatnu su ulogu u tome imali lokalni vođe Narodne radikalne stranke, koja je nešto prije toga osvojila većinu na izborima ali je kralj Milan II. Obrenović odbio povjeriti im sastav vlade. Buna se ubrzo proširila i na druge kotare. Pobunjenici zauzimaju gradove Boljevac i Knjaževac, zbacuju organe državne vlasti i osnivaju svoje odbore. 
Kralj Milan je 21. listopada proglasio izvanredno stanje, uveo prijeki sud i poslao vojsku protiv pobunjenika. Nakon desetak dana žestokih borbi pobuna je ugušena. 
Prijeki sud u Zaječaru osudio je na smrt dvadesetoricu zarobljenih vođa pobune, oko 600 na robiju te još oko 70 na zatočenje i zatvor. Dvadesetak istaknutih pobunjenika (među njima i jedan od radikalskih prvaka Aleksa Stanojević, zastupnik) pobjeglo je u Bugarsku. Tamo se sklonio i Nikola Pašić, koji je također bio, u izočnosti, osuđen na smrt.
Režim je iskoristio ovaj povod za snažan pritisak na Narodnu radikalnu stranku, koja postepeno odstupa od svojeg izvornog liberalnog, demokratskog i socijalističkog programa. Nikola Pašić poslije je pomilovan i vratio se u Srbiju, te stranka pod njegovim vodstvom surađuje s režimom. 

## Film
Na događajima ustanka temelji se film Timočka buna